# Lepényhalfélék
A lepényhalfélék (Pleuronectidae) a sugarasúszójú halak (Actinopterygii) osztályába és a lepényhalalakúak (Pleuronectiformes) rendjébe tartozó család. A család korábbi magyar neve félszegúszók volt.

## Rendszerezésük
Alcsaládjai.

### Eopsettinae
Az Eopsettinae alcsaládba 2 nem tartozik
- Atheresthes – 2 faj
  - Atheresthes evermanni
  - Atheresthes flounder

- Eopsetta – 2 faj
  - Eopsetta grigorjewi
  - Eopsetta jordani

### Hippoglossinae
A Laposhalak (Hippoglossinae) alcsaládjába 4 nem tartozik
- Clidoderma
  - Clidoderma asperrimum

- Hippoglossus)

- - Atlanti laposhal vagy óriás laposhal (Hippoglossus hippoglossus)
  - Csendes-óceáni laposhal Hippoglossus stenolepis

- Reinhardtius
  - Fekete laposhal vagy grönlandi laposhal (Reinhardtius hippoglossoides)

- Verasper
  - Verasper moseri
  - Verasper variegatus

### Hippoglossoidinae
A Hippoglossoidinae alcsaládba 4 nem tartozik
- Acanthopsetta - 1 faj
  - Acanthopsetta nadeshnyi

- Cleisthenes - 2 faj
  - Cleisthenes herzensteini
  - Cleisthenes pinetorum

- Hippoglossoides - 4 faj
  - Hippoglossoides elassodon
  - Hippoglossoides platessoides
  - Hippoglossoides platessoides
  - Hippoglossoides robustus

### Lyopsettinae
A Lyopsettinae alcsaládba 1 nem tartozik
- Lyopsetta - 1 faj
  - Lyopsetta exilis

### Paralichthodinae
A Paralichthodinae alcsaládba 1 nem tartozik
- Paralichthodes - 1 faj
  - Paralichthodes algoensis

### Pleuronectinae
A Pleuronectinae alcsaládba  nem tartozik
- Isopsettini nemzetség
  - Isopsetta
    - Isopsetta isolepis
- Microstomini nemzetség
  - Dexistes
    - Dexistes rikuzenius

  - Embassichthys
    - Embassichthys bathybius

  - Glyptocephalus
    - Vörös lepényhal (Glyptocephalus cynoglossus)
    - Glyptocephalus stelleri
    - Glyptocephalus zachirus

  - Hypsopsetta
    - Hypsopsetta guttulata
    - Hypsopsetta macrocephala

  - Lepidopsetta
    - Lepidopsetta bilineata
    - Lepidopsetta mochigarei
    - Lepidopsetta polyxystra

  - Microstomus
  - Pleuronichthys
    - Pleuronichthys coenosus
    - Pleuronichthys cornutus
    - Pleuronichthys decurrens
    - Pleuronichthys ocellatus
    - Pleuronichthys ritteri
    - Pleuronichthys verticalis

  - Tanakius
    - Tanakius kitaharae
- Pleuronectini nemzetség
  - Kareius
    - Kareius bicoloratus

  - Limanda
    - japán lepényhal (sárgaúszójú lepényhal, (Limanda aspera)[1]
    - sárgafarkú lepényhal (Limanda ferruginea)
    - közönséges lepényhal (Limanda limanda)
    - Limanda proboscidea
    - Limanda punctatissimus
    - Limanda sakhalinensis

  - Liopsetta
  - Parophrys
    - Parophrys vetulus
    - Parophrys vetulus

  - Platichthys
  - Pleuronectes
  - Pseudopleuronectes
    - Téli lepényhal (Pseudopleuronectes americanus)
    - Pseudopleuronectes herzensteini
    - Pseudopleuronectes obscurus
    - Pseudopleuronectes schrenki
    - Pseudopleuronectes yokohamae
- Psettichthyini nemzetség
  - Psettichthys
    - Psettichthys melanostictus

### Poecilopsettinae
A Poecilopsettinae alcsaládba 3 nem tartozik
- Marleyella
  - Marleyella bicolorata
  - Marleyella maldivensis
- Nematops
  - Nematops chui
  - Nematops grandisquama
  - Nematops macrochirus
  - Nematops microstoma
  - Nematops nanosquama
- Poecilopsetta
  - Poecilopsetta albomaculata
  - Poecilopsetta beanii
  - Poecilopsetta beanii
  - Poecilopsetta colorata
  - Poecilopsetta dorsialta
  - Poecilopsetta hawaiiensis
  - Poecilopsetta inermis
  - Poecilopsetta macrocephala
  - Poecilopsetta megalepis
  - Poecilopsetta natalensis
  - Poecilopsetta normani
  - Poecilopsetta pectoralis
  - Poecilopsetta plinthus
  - Poecilopsetta praelonga
  - Poecilopsetta vaynei
  - Poecilopsetta zanzibarensis

### Rhombosoleinae
A Rhombosoleinae alcsaládba 9 nem tartozik
- Ammotretis
  - Ammotretis brevipinnis
  - Ammotretis elongatus
  - Ammotretis lituratus
  - Ammotretis macrolepis
  - Ammotretis rostratus
- Azygopus
  - Azygopus pinnifasciatus
- Colistium
  - Colistium guntheri
  - Colistium nudipinnis
- Oncopterus
  - Oncopterus darwinii
- Pelotretis
  - Pelotretis flavilatus
- Peltorhamphus
  - Peltorhamphus latus
  - Peltorhamphus novaezeelandiae
  - Peltorhamphus tenuis
- Psammodiscus
  - Psammodiscus ocellatus
- Rhombosolea
  - Rhombosolea leporina
  - Rhombosolea plebeia
  - Rhombosolea retiaria
  - Rhombosolea tapirina
- Taratretis
  - Taratretis derwentensis